# Светлый Ключ (Красноярский район)
Све́тлый Ключ — посёлок в Красноярском районе Самарской области. Входит в состав сельского поселения Хорошенькое.

## История
В 1973 году указом Президиума Верховного Совета РСФСР посёлок отделения № 3 совхоза «Ягодный» переименован в Светлый Ключ.

## Население
| 2010 |
| ---- |
| 259  |

## Улицы
- ул. Садовая,
- ул. Специалистов,
- ул. Центральная.